# 宮崎市の地名
宮崎市の地名では、宮崎県宮崎市の地名の一覧を記す。

## 現行の町名(旧宮崎市)
現行の町名を、地区別・地区内は五十音順に列挙する。ただし、平成の大合併で編入した地区は含めない。ここでの地区は「地域自治区」に合致する。ただし、旧町村を考慮し、複数の地域自治区をまとめて記載している項目がある。
中央地区(旧宮崎町・檍村の一部)
- 青葉町
- 旭1丁目～2丁目
- 吾妻町
- 上野町
- 江平中町
- 江平西1丁目～2丁目
- 江平東1丁目～2丁目
- 江平東町
- 江平町1丁目
- 老松1丁目～2丁目
- 大橋1丁目～3丁目
- 川原町
- 祇園1丁目～4丁目
- 北権現町
- 北高松町
- 霧島1丁目～5丁目
- 権現町
- 清水1丁目～3丁目
- 下原町
- 末広1丁目～2丁目
- 瀬頭1丁目～2丁目
- 瀬頭町
- 大工1丁目～3丁目
- 高千穂通1丁目～2丁目
- 高松町
- 橘通西1丁目～5丁目
- 橘通東1丁目～5丁目
- 千草町
- 中央通
- 鶴島1丁目～3丁目
- 中津瀬町
- 錦本町
- 錦町
- 西池町
- 西高松町
- 花殿町
- 原町
- 広島1丁目～2丁目
- 船塚1丁目～3丁目
- 別府町
- 堀川町
- 松橋1丁目～2丁目
- 松山1丁目～2丁目
- 丸島町
- 丸山1丁目～2丁目
- 南高松町
- 宮崎駅東2丁目～3丁目(1丁目は檍地区)
- 宮田町
- 元宮町
- 柳丸町
- 大和町
- 和知川原1丁目～3丁目

大宮・東大宮地区(旧大宮村)
- 池内町
- 大島町
- 桜町
- 下北方町
- 神宮1丁目～2丁目
- 神宮西1丁目～2丁目
- 神宮東1丁目～3丁目
- 神宮町
- 波島1丁目～2丁目
- 花ケ島町
- 東大宮1丁目～4丁目
- 平和が丘北町
- 平和が丘西町
- 平和が丘東町
- 南方町
- 南花ケ島町
- 村角町
- 矢の先町

大淀・大塚・大塚台地区(旧大淀町)
- 太田1丁目～4丁目
- 大塚台西1丁目～3丁目
- 大塚台東1丁目～2丁目
- 大塚町
- 大坪西1丁目～2丁目
- 大坪東1丁目～3丁目
- 大坪町
- 大淀1丁目～4丁目
- 薫る坂1丁目～2丁目
- 北川内町
- 京塚1丁目～2丁目
- 京塚町
- 源藤町
- 江南1丁目～4丁目
- 古城町
- 谷川1丁目～3丁目
- 谷川町3丁目
- 天満1丁目～3丁目
- 天満町
- 中村西1丁目～3丁目
- 中村東1丁目～3丁目
- 花山手西1丁目～2丁目
- 花山手東1丁目～3丁目
- 東大淀1丁目～2丁目
- 福島町
- 福島町1丁目～3丁目
- 南町3丁目
- 淀川1丁目～3丁目

檍地区(旧檍村)
- 阿波岐原町
- 一の宮町
- 浮城町
- 永楽町
- 小戸町
- 潮見町
- 浄土江町
- 昭栄町
- 昭和町
- 新栄町
- 新城町
- 新別府町
- 曽師町
- 大王町
- 高洲町
- 田代町
- 出来島町
- 中西町
- 稗原町
- 日ノ出町
- 前原町
- 港1丁目～3丁目
- 港東1丁目～3丁目
- 宮崎駅東1丁目(2丁目以降は中央東地区)
- 宮脇町
- 山崎町
- 吉村町

赤江・本郷地区(旧赤江村)
- 赤江
- 希望ケ丘1丁目～4丁目
- 郡司分
- 城ヶ崎1丁目～4丁目
- 田吉
- 月見ケ丘1丁目～7丁目
- 恒久
- 恒久1丁目～6丁目
- 恒久南1丁目～4丁目
- 東宮1丁目～2丁目
- 本郷1丁目～3丁目
- 本郷北方
- 本郷南方
- まなび野1丁目～3丁目
- 宮の元町

木花地区(旧木花村)
- 加江田
- 鏡洲
- 学園木花台北1丁目～3丁目
- 学園木花台桜1丁目～2丁目
- 学園木花台西1丁目～2丁目
- 学園木花台南1丁目～3丁目
- 熊野

青島地区(旧青島村)
- 青島1丁目～6丁目
- 青島西1丁目～2丁目
- 内海
- 折生迫

住吉地区(旧住吉村)
- 塩路
- 島之内
- 新名爪
- 広原
- 芳士

生目・生目台・小松台地区(旧生目村・住吉村の一部・倉岡村の一部)
- 有田
- 跡江
- 生目
- 生目台東1丁目～5丁目
- 生目台西1丁目～5丁目
- 浮田
- 柏原
- 小松
- 小松台北町
- 小松台西1丁目～3丁目
- 小松台東1丁目～3丁目
- 小松台南町
- 桜ヶ丘町
- 富吉
- 長嶺
- 細江

北地区(旧瓜生野村・倉岡村)
- 瓜生野
- 大瀬町
- 上北方
- 糸原
- 金崎
- 堤内
- 吉野

## 地名の変遷(旧宮崎市)
()内は、数字は発足年・消滅年、地名は「大字」の項のみ旧自治体名、それ以外は旧町・大字名である。

### 大字
1924年に宮崎市が市制施行し、1963年に生目村を編入するまでに発足した大字を以下に列挙する。ただし、市制施行当初からある6町もこちらに記載する。
- 上別府(1924～1927、旧宮崎町)
- 上野町(1924～1927、旧宮崎町)
- 川原町(1924～1966、旧宮崎町)
- 江平町(1924～1927、旧宮崎町)
- 松山町(1924～1966、旧宮崎町)
- 瀬頭(1924～1927、旧宮崎町)
- 中村町(1924～1927、旧大淀村)
- 太田(1924～1927、旧大淀村)
- 古城(1924～1927、旧大淀村)
- 福島町(1924～、旧大淀村)
- 大塚(1924～1927、旧大淀村)
- 源藤(1924～1927、旧大淀村)
- 下北方(1924～1927、旧大宮村)
- 大島(1924～1927、旧大宮村)
- 花ヶ島(1924～1927、旧大宮村)
- 村角(1924～1927、旧大宮村)
- 南方(1924～1927、旧大宮村)
- 池内(1924～1927、旧大宮村)
- 山崎(1932～1933、旧檍村)
- 江田(1932～1933、旧檍村)
- 新別府(1932～1933、旧檍村)
- 吉村(1932～1933、旧檍村)
- 郡司分(1943～、旧赤江町)
- 田吉(1943～、旧赤江町)
- 恒久(1943～、旧赤江町)
- 本郷北方(1943～、旧赤江町)
- 本郷南方(1943～、旧赤江町)
- 加江田(1951～、旧木花村)
- 鏡洲(1951～、旧木花村)
- 熊野(1951～、旧木花村)
- 瓜生野(1951～、旧瓜生野村。合併時に柏田を編入)
- 大瀬町(1951～、旧瓜生野村)
- 上北方(1951～、旧瓜生野村)
- 内海(1951～、旧青島村)
- 折生迫(1951～、旧青島村)
- 有田(1951～、旧倉岡村)
- 糸原(1951～、旧倉岡村。合併時に柳瀬を編入)
- 金崎(1951～、旧倉岡村)
- 堤内(1951～、旧倉岡村)
- 吉野(1951～、旧倉岡村)
- 赤江(1954～、田吉より分立)
- 塩路(1957～、旧住吉村)
- 島之内(1957～、旧住吉村)
- 新名爪(1957～、旧住吉村)
- 広原(1957～、旧住吉村)
- 芳士(1957～、旧住吉村)
- 細江(1957～、旧住吉村)
- 跡江(1963～、旧生目村)
- 生目(1963～、旧生目村)
- 浮田(1963～、旧生目村)
- 柏原(1963～、旧生目村)
- 小松(1963～、旧生目村)
- 富吉(1963～、旧生目村)
- 長嶺(1963～、旧生目村)

### 1950年代までに発足した町
以下、宮崎市になって以降に発足した町を記載する。

1927年、市制当初からの区域全域で町名設置が行われた。
- 江平町1丁目～3丁目(1927～1974、江平町)
- 霧島町(1927～1973、下北方)
- 祇園町(1927～1975、下北方)
- 吾妻町(1927～、瀬頭)
- 池内町(1927～、池内)
- 浮城町(1927～、江平町)
- 大島町(1927～、大島)
- 大塚町(1927～、大塚)
- 北権現町(1927～、花ヶ島・江平町)
- 京塚町(1927～、太田)
- 源藤町(1927～、源藤)
- 権現町(1927～、江平町)
- 下北方町(1927～、下北方)
- 清水町(1927～1974、上別府)
- 下原町(1927～、上別府)
- 浄土江町(1927～、上別府)
- 神宮町(1927～、江平町・下北方・花ヶ島)
- 瀬頭町(1927～、瀬頭・上別府)
- 高洲町(1927～、瀬頭)
- 高千穂通1丁目～3丁目(1927～1969、上別府)
- 谷川町1丁目・2丁目・3丁目(1927～、太田。住居表示実施により2丁目までが消滅、3丁目のみ現存)
- 大工町(1927～1974、上別府)
- 出来島町(1927～、瀬頭)
- 中津瀬町(1927～、上別府)
- 花ヶ島町(1927～、花ヶ島)
- 花殿町(1927～、上別府・下北方)
- 原町(1927～、江平町・上別府)
- 福島町1丁目～3丁目(1927～、太田)
- 古城町(1927～、古城)
- 南方町(1927～、南方)
- 南花ヶ島町(1927～、下北方・花ヶ島)
- 南町1丁目・2丁目・3丁目(1927～、太田。住居表示実施により2丁目までが消滅、3丁目のみ現存)
- 宮田町1丁目～2丁目(1927～1966、上別府)
- 村角町(1927～、村角)
- 元宮町(1927～、上別府)
- 柳丸町(1927～、江平町・上別府)
- 深坪町(1927～1966、上別府)
- 中原町(1927～年不詳、上別府[1])
- 御門町(1927～1978、太田)
- 和知川原町(1927～1975、下北方・上別府)
- 西丸山町(1927～1975、江平町・下北方)
- 上水流町(1927～1974、上別府)
- 高松通1丁目～3丁目(1927～1974、上別府)
- 御船町(1927～1974、江平町)
- 牟田町(1927～1974、上別府)
- 下水流町(1927～1974、上別府)
- 有明町(1927～1972、太田)
- 太田町1丁目～2丁目(1927～1972、太田)
- 春日町1丁目～4丁目(1927～1972、太田)
- 材木町(1927～1972、太田)
- 鶴田町1丁目～3丁目(1927～1972、太田)
- 天神町1丁目～4丁目(1927～1972、太田)
- 東町1丁目～4丁目(1927～1972、太田)
- 東雲町1丁目～4丁目(1927～1970、上別府)
- 不老町1丁目～4丁目(1927～1970、上別府・江平町)
- 上野町1丁目～4丁目(1927～1969、上野町・上別府)
- 黒迫町1丁目～2丁目(1927～1969、上別府)
- 橘通1丁目～6丁目(1927～1969、上別府)
- 恵美寿町(1927～1969、上別府)
- 旭通1丁目～3丁目(1927～1966、上別府・瀬頭)
- 小島町(1927～1966、瀬頭)
- 広島通1丁目～2丁目(1927～1966、上別府)
- 丸島町1丁目～4丁目(1927～1966、上別府・江平町)
- 仲町(1927～1957、上別府)
- 本町(1927～1957、上別府)
- 南広島通1丁目～3丁目(1927～1957、上別府)
- 老松通(1927～1957、上別府)
- 神宮西町(1927～1975、下北方)
- 神宮東町(1927～年不詳、花ヶ島)
- 末広町(1927～1973、上別府)
- 天満町(1927～、太田)
- 船塚町(1927～1975、江平町・下北方)
- 松橋町(1927～1969、上別府)
- 丸山町(1927～1975、江平町)
- 淀川町1丁目～3丁目(1927～1972、太田)
- 中村町1丁目～4丁目(1927～1976、中村町など)

1933年、旧檍村で町名設置が行われる。このときは大字をそのまま1つの町に置き換えたのみであった。また、旧大字上別府でも一部新たに新町が発足した。
- 阿波岐原町(1933～、江田)
- 新別府町(1933～、新別府)
- 山崎町(1933～、山崎)
- 吉村町(1933～、吉村)
- 曙町(1933～1966、旧上別府地区。詳細不明)
- 栗山町1丁目～2丁目(1933～1966、旧上別府地区。詳細不明)
- 寿町1丁目～2丁目(1933～1966、旧上別府地区。詳細不明)

昭和20年代に旧檍村・旧瀬頭町・旧大字上別府で大幅な町名変更が行われた。ただし、大半の町では資料が残っておらず、何年に発足したか、どこの町から発足したかが明瞭でない。
- 一の宮町(1949～、吉村町)
- 潮見町(1949～、吉村町・瀬頭町)
- 大王町(1949～、吉村町)
- 青葉町(S20代頃～、吉村町?)
- 永楽町(S20代頃～、瀬頭町?)
- 大坪町(S20代頃～、大塚町)
- 小戸町(1951～、吉村町・高洲町?)
- 北川内町(S20代頃～、太田町1丁目～2丁目)
- 昭和町(S20代頃～、吉村町・瀬頭町?)
- 新栄町(S20代頃～、吉村町?)
- 鶴島町(S20代頃～1969、旧上別府地区。詳細不明)
- 錦町(S20代頃～、旧上別府地区。詳細不明)
- 稗原町(S20代頃～、吉村町?)
- 日ノ出町(S20代頃～、吉村町?)
- 堀川町(S20代頃～、瀬頭町?)
- 前原町(S20代頃～、瀬頭町?)
- 宮脇町(S20代頃～、吉村町?)
- 大和町(S20代頃～、吉村町?)
- 御幸町(S20代頃～1976、旧上別府地区。詳細不明)
- 武徳殿通(S20代頃～1976、旧上別府地区。詳細不明)
- 外園町1丁目～4丁目(S20代頃～1972、旧上別府地区。詳細不明)
- 中園町1丁目～3丁目(S20代頃～1972、旧上別府地区。詳細不明)
- 千草上通(S20代頃～1969、旧上別府地区。詳細不明)
- 千草下通(S20代頃～1969、旧上別府地区。詳細不明)
- 千草中通(S20代頃～1969、旧上別府地区。詳細不明)
- 栄町1丁目～4丁目(S20代頃～1957、旧上別府地区。詳細不明)
- 鶴来町1丁目～2丁目(S20代頃～1957、旧上別府地区。詳細不明)
- 東二葉町1丁目～3丁目(S20代頃～1957、旧上別府地区。詳細不明)
- 西二葉町1丁目～3丁目(S20代頃～1957、旧上別府地区。詳細不明)
- 昭栄町(1955～、吉村町)
- 田代町(1955～、吉村町・高洲町)
- 中西町(1955～、吉村町・高洲町)

以下、住居表示実施以前に以下の町が発足する。
- 西橘通(1957～1969、仲町・橘通1丁目～6丁目・黒迫町1丁目～2丁目・恵美寿町)
- 二葉町(1957～1969、東二葉町1丁目～3丁目・西二葉町1丁目～3丁目)
- 老松通1丁目～2丁目(1957～1966、老松通・南広島通1丁目～3丁目)
- 栄町(1957～1966、栄町1丁目～4丁目・南広島通1丁目～3丁目)
- 鶴来町(1957～1966、鶴来町1丁目～2丁目)
- 青島町(1963～1979、折生迫)

### 住居表示・地番整理による町
1965年以降は住居表示・地番整理により新たな町が発足する。中心部では大幅な町名変更が行われ、1970年代後半以降は郊外部でも町名変更が見られるようになる。
- 曽師町(1965～、吉村町)
- 旭1丁目～2丁目(1966～、旭通1丁目～3丁目・宮田町1丁目～2丁目・老松通1丁目～2丁目)
- 老松1丁目～2丁目(1966～、老松通1丁目～2丁目・鶴来町)
- 川原町(1966～、川原町・深坪町など)
- 瀬頭1丁目～2丁目(1966～、瀬頭町・旭通1丁目～3丁目・老松通1丁目～2丁目・鶴来町)
- 高千穂通1丁目～2丁目(1966～、高千穂通1丁目～3丁目・曙町・丸島町1丁目～4丁目・不老町1丁目～4丁目・栗山町1丁目～2丁目・寿町1丁目～2丁目)
- 橘通西1丁目～5丁目(1966～、橘通1丁目～6丁目・上野町1丁目～4丁目・西橘通・高千穂通1丁目～2丁目・江平町1丁目～3丁目・原町・二葉町)
- 橘通東1丁目～5丁目(1966～、橘通1丁目～6丁目・川原町・旭通1丁目～3丁目・別府町・高千穂通1丁目～2丁目・丸島町1丁目～4丁目・江平町1丁目～3丁目・東雲町1丁目～4丁目)
- 広島1丁目～2丁目(1966～、広島通1丁目～2丁目・栄町・別府町・高千穂通1丁目～3丁目・老松通1丁目～2丁目)
- 別府町(1966～、宮田町1丁目～2丁目・栄町・老松通1丁目～2丁目)
- 丸島町(1966～、丸島町1丁目～4丁目・不老町1丁目～4丁目・栗山町1丁目～2丁目・寿町1丁目～2丁目・深坪町)
- 宮田町(1966～、宮田町1丁目～2丁目・別府町・栄町)
- 松山1丁目～2丁目(1966～、松山町・小島町・川原町・旭通1丁目～3丁目)
- 上野町(1969～、上野町1丁目～4丁目・西橘通・恵美寿町)
- 北高松町(1969～、高千穂通1丁目～3丁目・高松通1丁目～3丁目)
- 清水1丁目～3丁目(1969～、清水町・二葉町・黒迫町1丁目～2丁目・高千穂通1丁目～3丁目・和知川原町・中津瀬町)
- 高松町(1969～、高松通1丁目～3丁目・恵美寿町)
- 千草町(1969～、千草上通・千草中通・千草下通・高千穂通1丁目～3丁目・高松通1丁目～3丁目)
- 中央通(1969～、西橘通・恵美寿町・黒迫町1丁目～2丁目・高千穂通1丁目～3丁目)
- 鶴島1丁目～3丁目(1969～、鶴島町1丁目～3丁目・松橋町1丁目～2丁目・上水流町・下水流町・高松通2丁目～3丁目・下北方町・高千穂通1丁目～3丁目・大工町)
- 西池町(1969～、中津瀬町・清水町・花殿町)
- 南高松町(1969～、高松通1丁目～3丁目・元宮町)
- 末広1丁目～2丁目(1969～、末広町1丁目～3丁目)
- 松橋1丁目～2丁目(1969～、松橋町1丁目～2丁目・末広町1丁目～3丁目)
- 江平中町(1970～、錦町・丸島町4丁目・不老町4丁目・江平町1丁目～3丁目・東雲町4丁目)
- 江平東町(1970～、柳丸町・牟田町・丸島町4丁目・不老町4丁目)
- 平和が丘北町(1970～、池内町)
- 平和が丘西町(1970～、池内町)
- 平和が丘東町(1970～、池内町)
- 太田1丁目～4丁目(1972～、天神町1丁目～4丁目・太田町1丁目～2丁目・材木町・中村町1丁目～4丁目・鶴田町1丁目～3丁目・春日町1丁目～4丁目・有明町・外園町1丁目～4丁目)
- 大淀1丁目～4丁目(1972～、中園町1丁目～3丁目・材木町・太田町1丁目～2丁目・鶴田町1丁目～3丁目・中村町1丁目～4丁目・有明町・南町1丁目～3丁目・外園町1丁目～4丁目)
- 中村西1丁目～3丁目(1972～、中村町1丁目～4丁目・淀川町1丁目～3丁目・南町1丁目～3丁目)
- 中村東1丁目～3丁目(1972～、東町・中村町1丁目～4丁目・太田町1丁目～2丁目・春日町1丁目～4丁目・有明町・南町1丁目～3丁目・大淀1丁目～4丁目・恒久)
- 東大淀1丁目～2丁目(1972～、材木町・恒久)
- 谷川1丁目～3丁目(1972～、谷川町1丁目～3丁目・御幸町・天満町・大坪町。3丁目は1983年発足)
- 淀川1丁目～3丁目(1972～、淀川町1丁目～3丁目・中村町1丁目～4丁目・御幸町・武徳殿通・南町1丁目～3丁目・御門町1丁目～2丁目・天満町)
- 大橋1丁目～3丁目(1973～、和知川原町・祇園町・大工町・下北方町・高千穂通1丁目～3丁目・松橋1丁目～2丁目・上水流町・高松通2丁目～3丁目・中津瀬町・末広町3丁目)
- 霧島1丁目～5丁目(1973～、霧島町・祇園町・西丸山町)
- 祇園1丁目～4丁目(1973～、祇園町・下北方町・和知川原町)
- 大工1丁目～3丁目(1973～、大工町・高千穂通1丁目～3丁目・高松通2丁目～3丁目・松橋町1丁目～2丁目・上水流町・下水流町・下北方)
- 矢の先町(1973～、下北方町・祇園町・神宮町・神宮西町・霧島町)
- 和知川原1丁目～3丁目(1973～、和知川原町・花殿町・祇園町・下北方町)
- 神宮西1丁目～2丁目(1973～、神宮西町・船塚町・霧島町・下北方町)
- 江平町1丁目(1974～、江平町1丁目～3丁目)
- 江平西1丁目～2丁目(1974～、江平町2丁目～3丁目・丸山町・神宮町)
- 江平東1丁目～2丁目(1974～、江平町2丁目～3丁目・権現町・御船町)
- 神宮1丁目～2丁目(1974～、神宮町・船塚町・神宮西町・霧島町・丸山町・祇園町・下北方町。2丁目は1975年発足)
- 錦本町(1974～、牟田町・錦町・柳丸町)
- 西高松町(1974～、高松通2丁目～3丁目)
- 神宮東1丁目～3丁目(1974～、神宮東町・神宮町・御船町・江平町1丁目～3丁目・南花ヶ島町)
- 大塚台西1丁目～3丁目(1975～、大塚町・生目・浮田・小松)
- 大塚台東1丁目～2丁目(1975～、大塚町・生目)
- 船塚1丁目～3丁目(1975～、船塚町・下北方町・神宮町・祇園町・神宮西町・西丸山町・霧島町・和知川原町)
- 丸山1丁目～2丁目(1975～、丸山町・西丸山町・神宮西町・船塚町・霧島町・和知川原町・下北方町)
- 新城町(1976～、吉村町)
- 天満1丁目～3丁目(1976～、行幸町・天満町・武徳殿通・京塚町・御門町1丁目～2丁目・南町1丁目～3丁目・恒久)
- 恒久1丁目～6丁目(1977～、恒久)
- 恒久南1丁目～4丁目(1977～、恒久)
- 宮の元町(1977～、恒久)
- 桜ヶ丘町(1978～、大塚町)
- 月見ヶ丘1丁目～7丁目(1978～、恒久・本郷北方・田吉・源藤町)
- 波島1丁目～2丁目(1978～、大島町・阿波岐原町)
- 青島1丁目～6丁目(1979～、青島町・折生迫)
- 希望ヶ丘1丁目～4丁目(1980～、本郷南方・本郷北方・郡司分)
- 本郷1丁目～3丁目(1980～、田吉・本郷南方・本郷北方)
- 江南1丁目～4丁目(1981～、福島町・北川内町)
- 小松台北町(1982～、小松・大塚・跡江)
- 東大宮1丁目～4丁目(1982～、花ヶ島町・大島町・村角町)
- 大坪西1丁目～2丁目(1983～、大坪町・谷川町2丁目～3丁目・京塚町・恒久)
- 大坪東1丁目～3丁目(1983～、大坪町・恒久)
- 京塚1丁目～2丁目(1983～、京塚町・大坪町)
- 生目台東1丁目～5丁目(1985～、生目・大塚町・北川内町・大塚台3丁目)
- 青島西1丁目～2丁目(年不詳～、折生迫)
- 小松台西1丁目～3丁目(1986～、大塚町・小松)
- 小松台東1丁目～3丁目(1986～、大塚町・小松)
- 生目台西1丁目～2丁目(1987年～、生目)
- 生目台西3丁目～5丁目(1990年～、生目・北川内町)
- 学園木花台北1丁目～3丁目(年不詳～、熊野)
- 学園木花台桜1丁目～2丁目(年不詳～、熊野・加江田)
- 学園木花台西1丁目～2丁目(年不詳～、熊野・加江田)
- 学園木花台南1丁目～3丁目(年不詳～、熊野・加江田)
- 城ヶ崎1丁目～4丁目(年不詳～、田吉・恒久)
- 港1丁目～3丁目(年不詳～、埋立地？)
- 港東1丁目～3丁目(年不詳～、埋立地)
- 花山手西1丁目～2丁目(1998～、大坪町・福島町・北川内町)
- 花山手東1丁目～3丁目(1998～、大坪町・福島町)
- 東宮1丁目～2丁目(2002～、本郷南方・郡司分)
- まなび野1丁目～3丁目(2003～、本郷南方・本郷北方・郡司分)
- 小松台南町(2004～、大塚町・小松)
- 宮崎駅東1丁目～3丁目(2004～、堀川町・浄土江町・昭和町・宮脇町・大和町・青葉町)
- 薫る坂1丁目～2丁目(2006～、古城町・恒久・大坪町)
- 桜町(2006～、花ヶ島町・村角町・東大宮2丁目)

## 平成の大合併
2006年 (平成18年) 以降、1月1日に宮崎市は4町と合併した。合併した地区は旧町名を冠して○○町××という表記になった。
合併以後に住居表示や地番整理で新たな町が発足した地域もあるためこれらの町名も合わせて列挙する。
佐土原町
- 上田島
- 下田島(旧広瀬町)
- 下那珂(旧広瀬町)
- 西上那珂(旧那珂村)
- 東上那珂(旧那珂村)
- 下富田(2005～、新富町より編入)
- 石崎1丁目～3丁目(2006～、)
- 松小路(2008～)
- 伊倉（不明、新富町より編入）

田野町
- （甲）[2]
- （乙）[2]
- あけぼの1丁目～4丁目(2005～)
- 南原1丁目～3丁目(2018～)

高岡町
- 飯田
- 内山
- 浦之名
- 紙屋
- 五町
- 高浜
- 花見
- 小山田(旧穆佐村)
- 上倉永(旧穆佐村)
- 下倉永(旧穆佐村)
- 飯田1丁目～4丁目(2020～)

清武町
- 今泉(符号なし、甲～丙)
- 加納(甲～丙)
- 木原
- 船引
- 池田台(年不詳～)
- 池田台北(年不詳～)
- 加納1丁目～5丁目(年不詳～)
- 正手1丁目～3丁目(年不詳～)
- あさひ1丁目～2丁目(2005～)
- 新町1丁目～2丁目(2005～)
- 岡1丁目～3丁目(2013～)
- 西新町(2013～)